# Imljani
Imljani (Имљани), je vas v Bosna in Hercegovina, entiteta Občina  Skender Vakuf. Od leta 1954 so bili Imljani ena od krajevnih skupnosti nekdanje občine Šiprage v nekdanji srez Kotor Varoš.
Imljani so sestavljeni iz nekaj zaselkov, ki se razprostirajo na planoti   podvlašičko področje nad planotami reke Ilomska in Ugar. Pravzaprav pokriva subplanoto na območju kota med Korićanske stijene in Ugarske stijene.
Osrednji zaselek Vidovište je na (približno) 1200 metrih nadmorske višine. Okoli Vidovišta, od reke Kobilja  (jugozahodno) do kanjona Ilomska (severovzhod) so zaselki, kot sledi - severovzhodno: Rijeka, Potok, Ponorci, Osredok, Benići, Škeljići, Pušići, Marići, Đenići in Đekin Do; jugozahodno: Vujinovići, Makarići, Kelemeni, Novakovići, Šodolovići in Borje.

## Populacija
| Imljani2013: 920 prebivalcev |                |                |                |
| Leto                         | 1991           | 1981           | 1971           |
| Srbi                         | 1,544 (98,65%) | 2,044 (98,83%) | 2,052 (99,37%) |
| Bošnjaki                     | 3 (0,19%)      | 1 (0,04%)      | 0              |
| Hrvati                       | 1 (0,06%)      | 6 (0,29%)      | 5 (0,24%)      |
| Jugoslovani                  | 5 (0,31%)      | 2 (0,09%)      | 0              |
| Preostali                    | 12 (0,76%)     | 15 (0,72%)     | 8 (0,38%)      |
| Skupaj                       | 1.565          | 2.068          | 2.065          |